# Stretto (òpera)
Un stretto (de vegades anomenat stretta) és un passatge, sovint al final d'una ària o moviment, en tempo més ràpid. Alguns exemples són: la fi de l'últim moviment de la Cinquena Simfonia de Beethoven; el compas 227 de la Balada núm. 3, els compassos 16 i 17, del Preludi núm. 4 en mi menor o el compàs 25 de l'Estudi op. 10, núm. 12, "El Revolucionari", totes de Chopin.
Un altre exemple són alguns fragments de les farses de Rossini.